# Philippe Germond
Pour les articles homonymes, voir Germond.
Philippe Germond, né le 19 février 1957, est un dirigeant d'entreprises français. Il est diplômé de l'École centrale Paris et titulaire d'un Master of Science in Management de l'université Stanford.

## Parcours professionnel

### Début de parcours dans l'informatique
Philippe Germond commence sa carrière en 1982 chez Hewlett Packard et y accompagne le développement du marché de la micro-informatique et des périphériques comme les imprimantes. Philippe Germond devient directeur pour l'Europe du Sud en 1993.

### Dans le domaine des télécommunications
En 1995 il est nommé PDG de SFR. C’est à cette époque que l’opérateur propose les premiers appareils de la norme GSM, en concurrence du monopole tenu alors par France Télécom sous la marque Itineris. En 1997, devient PDG de Cegetel, premier opérateur privé de téléphonie fixe dégroupé avec les marques « Le 7 » et « Cegetel ». L’entreprise concurrence France Télécom sur les appels longue distance et l’international mais aussi la fourniture d’accès à Internet. Sous son impulsion, l’entreprise connaît une forte croissance interne, passant de 400 000 à 12 millions de clients en quelques années, et de 500 à près de 10 000 salariés. En 1999, Philippe Germond devient PDG de SFR-Cegetel, nouvelle entité qui rassemble les activités fixe et mobile du Groupe Vivendi. La vente de la participation dans AOL France permet à l’entreprise d’investir tôt dans l’ADSL, premier réseau d’accès à Internet à haut débit.
En 2000, Philippe Germond devient PDG de Vivendi Telecom International. En 2001, le rachat de Maroc Télécom pose les premières bases d’un réseau international.
En 2002, il quitte Vivendi avec un chèque de départ de 3,1 millions d’euros.

### Alcatel
Il devient en 2002 directeur général d'Alcatel. L’entreprise, présidée alors par Serge Tchuruk, connaît une crise profonde et frôle la faillite. Philippe Germond impose une réorganisation des achats et la cession de participations non stratégiques (Thales, Nexans, Atlinks, Avanex) permettant de désendetter l’entreprise. Celle-ci retrouve la croissance et fusionne avec Lucent Technologies en décembre 2006. 
Il quitte l’entreprise avec les mêmes indemnités que lors de son départ de Vivendi : un chèque de 3,1 millions d’euros. 

### Atos
En octobre 2007, Philippe Germond rejoint le Directoire d’Atos Origin dont il exerce la Présidence. L’entreprise connaît alors des difficultés financières qu'une nouvelle politique commerciale et quelques contrats phares (radars routiers, compteur intelligent EDF) lui permettent de redevenir profitable.[réf. nécessaire] À la suite de profondes divergences sur la stratégie à suivre avec les nouveaux actionnaires, les fonds Centaurus et Pardus Capital qui souhaitaient en priorité maximiser la valeur boursière, il est révoqué en conseil d’administration en novembre 2008 et remplacé par Thierry Breton.
Il poursuit en justice Atos qui refuse de lui verser l'indemnité de 4 millions d’euros qu’il réclame.
En 2009, l'association de défense des actionnaires Les Arvernes met en cause le montant des indemnités de départ de Philippe Germond, d'environ 300 000€ par mois de présence, considérant qu'il s'agit d'une rémunération excessive susceptible de constituer un abus de biens sociaux,.

### PMU
Philippe Germond est nommé PDG du PMU le 1er mai 2009. Avec l’ouverture du monopole des jeux d’argent en ligne à la concurrence, il fait le choix de miser sur de nouveaux secteurs comme les paris sportifs et le poker en ligne. Le PMU s'allie avec le bookmaker irlandais Paddy Power plc pour proposer une offre complète. Sous l’impulsion de Philippe Germond, la diversification des activités du PMU a permis à l’entreprise de conforter ses parts de marché sur le pari traditionnel et de croître fortement[réf. nécessaire]. Ce développement s’est accompagné d’une modernisation de l’image de la marque. La campagne de communication accompagnant ce virage stratégique a reçu le Grand Prix Stratégies de la Publicité 2011. L’un des ressorts de développement les plus importants pour le PMU se situe aujourd’hui à l’international où en 2011, pour la seconde année consécutive, l’entreprise a vu ses revenus croître de 20 %. 
Le 5 avril 2012, l’Assemblée générale du PMU a reconduit Philippe Germond par anticipation pour un nouveau mandat de 4 ans, sur proposition de France Galop et de la Société d'encouragement à l'élevage du cheval français, les deux maisons mères du PMU dont les dirigeants ont ainsi exprimé leur confiance dans la stratégie adoptée par l’entreprise depuis quelques années.
Le 9 septembre 2014, le quotidien spécialisé "Jour de Galop" annonce en exclusivité la démission de Philippe Germond de la présidence du PMU. L'information est officialisée dans la journée par les Sociétés-Mères.

### Europcar
Il rejoint Europcar comme directeur général en septembre 2014 et est remercié par l'actionnaire de référence en novembre 2016. Il est remplacé par la directrice financière, Caroline Parot, qui avait fait un gros travail lors de l'introduction en bourse de l'entreprise en 2015.

## Distinctions
- Prix de l'e-transformation 2011[13].
- Chevalier de la Légion d'honneur[14].